# Шолохово (Полесский район)
Шо́лохово — посёлок в Полесском муниципальном округе Калининградской области России.

## История
До 1938 года носил наименование Шелекен (нем. Schelecken). В 1947 году указом Президиума Верховного Совета РСФСР городу Шликкен (нем. Schlicken) присвоено наименование посёлок Шолохово.

## Население
| 1939 | 2002 | 2010 | 2012 | 2013 |
| ---- | ---- | ---- | ---- | ---- |
| 376  | ↘93  | ↗100 | ↗113 | ↘13  |

## Улицы
В посёлке имеется одна улица — Калининградская.